# Hažín nad Cirochou
Hažín nad Cirochou je obec na Slovensku v okrese Humenné.
Od okresního města je vzdálena přibližně 5 km východním směrem. V obci se narodil Ján Babjak, biskup řeckokatolické církve. Také se zde nachází kaštel.

## Doprava
Hažín nad Cirochou leží na silnici I/74, vedoucí z Humenného směrem na Sninu. Obec má i vlastní zastávku na železniční trati číslo 196 Humenné – Stakčín.